# Colobothea naevigera
Colobothea naevigera es una especie de escarabajo longicornio del género Colobothea,  subfamilia Lamiinae. Fue descrita científicamente por Bates en 1865.
Se distribuye por Bolivia, Brasil, Ecuador y Perú. Mide 9,54-15,9 milímetros de longitud. El período de vuelo ocurre en los meses de marzo y diciembre.